# Radio et télévision scolaires
Ne doit pas être confondu avec Radio en milieu scolaire.
Les radio et télévision scolaires sont des systèmes de création et de diffusion de programmes pédagogiques, respectivement à la radio ou la télévision, à destination des élèves, des étudiants et des adultes en formation.

## En France
La création de la première section de la télévision française à vocation pédagogique date de 1945. En 1951, cette section s'organise sous la tutelle du ministère de l'Éducation nationale. En 1962, est créée une structure administrative dénommée « Radio Télévision Scolaire » (RTS), dirigée par Henri Dieuzeide, qui réunit les services de radio et télévision scolaires. La plupart des émissions de radio et de télévision scolaires sont accompagnées d'une fiche pédagogique. Ces fiches sont distribuées gratuitement aux établissements scolaires publics par les centres régionaux de documentation pédagogiques, les établissements privés peuvent les obtenir sur abonnement. Ces fiches sont généralement structurées en trois parties intitulées : « Intention pédagogiques », « Contenu de l'émission » et « Suggestions d'utilisation ».
En janvier 1964 la RTS publie un magazine consacré à son activité et dénommé Bulletin de la radio-télévision scolaire dont le directeur de la publication est Pierre Chilotti, inspecteur général de l'instruction publique et directeur de l'Institut pédagogique national. En janvier 1969, ce magazine change de titre pour s'appeler Media.

## À écouter
- Souvenirs de la radio scolaire sur France Culture, disponible en ligne jusqu'en 2017.

- Juvradio sur YouTube :
https://youtube.com/channel/UCK9irY6PMmRtLaMu25Ro9Og